# پیشروان قطار سراسری سیبری
پیشروان قطار سراسری سیبری (انگلیسی: Trans-Siberian Pathfinders; کره‌ای: 시베리아 선발대) یک ورایتی شوی کره جنوبی است. این برنامه از ۲۶ سپتامبر تا ۲۱ نوامبر ۲۰۱۹، پنجشنبه‌ها ساعت ۲۳:۰۰ (کی‌اس‌تی) از تی‌وی‌ان پخش شد.

## بازیگران
| نام         | نقش           | قسمت  | منابع |
| ----------- | ------------- | ----- | ----- |
| لی سون کیون | کاپیتان       | ۱ — ۹ | [ ۳ ] |
| کیم نام گیل | معاون کاپیتان | ۱ — ۹ | [ ۳ ] |
| کو کیو پیل  | صندوق‌دار      | ۱ — ۹ | [ ۳ ] |
| کیم مین شیک | عضو           | ۱ — ۹ | [ ۳ ] |
| لی سانگ یوب | عضو           | ۴ — ۹ | [ ۳ ] |